# 603 Timandra
603 Timandra eller 1906 TJ är en asteroid i huvudbältet, som upptäcktes 16 februari 1906 av den amerikanske astronomen Joel Hastings Metcalf i Taunton. Den är uppkallad efter Timandra i den grekiska mytologin.
Asteroiden har en diameter på ungefär 13 kilometer.